# Râul Mohoi
Râul Mohoi este un afluent al râului Bătătura Cailor. 